# Manuela Mucke
Manuela Mucke (* 30. Januar 1975 in Lutherstadt Wittenberg) ist eine ehemalige deutsche Kanutin.

## Leben
Die Sportlerin des SC Berlin-Grünau wurde 1991 und 1993 Junioren-Weltmeisterin und wurde von der Stiftung Deutsche Sporthilfe zur Juniorsportlerin des Jahres 1993 ernannt. 1993 siegte sie beim Weltcup im Einer-Kajak und im Vierer-Kajak. 1995 wurde sie Weltmeisterin im Vierer-Kajak.
Bei den Olympischen Spielen 1996 in Atlanta und 2000 in Sydney wurde sie Olympiasiegerin im Vierer-Kajak: 1996 mit Birgit Fischer, Anett Schuck und Ramona Portwich, 2000 mit Fischer, Schuck und Katrin Wagner über 500 m. Anschließend wechselte sie zum KC Potsdam.
Für die Olympischen Sommerspiele 2004 in Athen verfehlte sie knapp die Nominierung und nahm als Ersatzfrau an der Vorbereitung teil. Danach beendete sie ihre Karriere. 
Im Jahr 2004 wurde sie auf Vorschlag der SPD Brandenburg als Mitglied der zwölften Bundesversammlung benannt.